# فهرست فرودگاه‌های سنگاپور

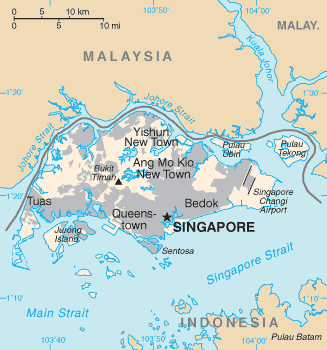
نقشهٔ سنگاپور

این مقاله شامل فهرست فرودگاه‌های سنگاپور است.

## فرودگاه‌ها
| مکان              | ایکائو            | یاتا              | نام فرودگاه                                             | باند              | مختصات                                                         |
| فرودگاه‌های همگانی | فرودگاه‌های همگانی | فرودگاه‌های همگانی | فرودگاه‌های همگانی                                       | فرودگاه‌های همگانی | فرودگاه‌های همگانی                                              |
| ----------------- | ----------------- | ----------------- | ------------------------------------------------------- | ----------------- | -------------------------------------------------------------- |
| Changi            | WSSS              | SIN               | فرودگاه چانگی سنگاپور / پایگاه هوایی چانگی              | 4,000 m           | ۰۱°۲۱′۳۳″ شمالی ۱۰۳°۵۹′۲۲″ شرقی / ۱٫۳۵۹۱۷°شمالی ۱۰۳٫۹۸۹۴۴°شرقی |
| Seletar           | WSSL              | XSP               | فرودگاه سلتر                                            | 1,836 m           | ۰۱°۲۵′۰۱″ شمالی ۱۰۳°۵۲′۰۴″ شرقی / ۱٫۴۱۶۹۴°شمالی ۱۰۳٫۸۶۷۷۸°شرقی |
| نظامی air bases   |                   |                   |                                                         |                   |                                                                |
| Changi            | WSAC              |                   | پایگاه هوایی چانگی                                      | 4,000 m           | ۰۱°۲۲′۳۴″ شمالی ۱۰۳°۵۸′۵۹″ شرقی / ۱٫۳۷۶۱۱°شمالی ۱۰۳٫۹۸۳۰۶°شرقی |
| Changi            |                   |                   | پایگاه هوایی چانگی شرقی                                 | 2,748 m           | ۰۱°۲۰′۴۴″ شمالی ۱۰۴°۰۰′۳۵″ شرقی / ۱٫۳۴۵۵۶°شمالی ۱۰۴٫۰۰۹۷۲°شرقی |
| Paya Lebar        | WSAP              | QPG               | پایگاه هوایی پایا لبار (former Singapore Int'l Airport) | 3,780 m           | ۰۱°۲۱′۳۷″ شمالی ۱۰۳°۵۴′۳۴″ شرقی / ۱٫۳۶۰۲۸°شمالی ۱۰۳٫۹۰۹۴۴°شرقی |
| سمباونگ           | WSAG              |                   | پایگاه هوایی سمبونگ (helicopter base)                   | 1,907 m           | ۰۱°۲۵′۳۱″ شمالی ۱۰۳°۴۸′۴۶″ شرقی / ۱٫۴۲۵۲۸°شمالی ۱۰۳٫۸۱۲۷۸°شرقی |
| Tengah            | WSAT              | TGA               | پایگاه هوایی تنگاه                                      | 2,743 m           | ۰۱°۲۳′۱۴″ شمالی ۱۰۳°۴۲′۳۱″ شرقی / ۱٫۳۸۷۲۲°شمالی ۱۰۳٫۷۰۸۶۱°شرقی |
| Other airstrips   |                   |                   |                                                         |                   |                                                                |
| Pulau Sudong      |                   |                   | Pulau Sudong Airstrip (نظامی)                           | 2,438 m           | ۰۱°۱۲′۱۹″ شمالی ۱۰۳°۴۳′۰۸″ شرقی / ۱٫۲۰۵۲۸°شمالی ۱۰۳٫۷۱۸۸۹°شرقی |
| Former airports   |                   |                   |                                                         |                   |                                                                |
| کالنگ             |                   |                   | فرودگاه کالنگ (closed 1955)                             | 1,677 m           | ۰۱°۱۸′۲۶″ شمالی ۱۰۳°۵۲′۲۴″ شرقی / ۱٫۳۰۷۲۲°شمالی ۱۰۳٫۸۷۳۳۳°شرقی |